# Ildefonz iz Toleda
Sveti Ildefonz (latinsko Ildefonsus, Ildephonsus, redkeje Ildephoses), nadškof Toleda, cerkveni oče, * 607, Toledo, posvečen leta 630, † 23. januar 667, Toledo.

## Življenje
Ildefonz se je rodil v Toledu v osrednji Španiji leta 607 v priznani in ugledni družini. Kljub nasprotovanju očeta se je Ildefonz odločil za redovniški poklic in vstopil v samostan Agli blizu mesta Toledo. Njegov stric je bil sveti Evgenij, škof Toleda.
V diakona je bil posvečen okrog leta 630, postal je tudi predstojnik samostana in se v tej funkciji tudi udeležil dveh pokrajinskih koncilov (leta 653 in 655) v Toledu. Leta 657 je postal nadškof Toleda in to delo je opravljal devet let vse do svoje smrti 23. januarja 667 (to je tudi njegov godovni dan). O njegovem življenju marsikaj izvemo iz njegovih del, pa tudi iz del njegovih naslednikov (nadškof Toleda Julijan). Kasneje so se okrog njegovega življenja razvile tudi različne legende. Bil je vnet in goreč častilec Božje Matere, ter zavetnice Toleda svete Leokadije. Pokopan je ravno v baziliki te svetnice.

## Dela
- O slavnih možeh (De viris illustribus), opiše jih 13
- O Marijinem večnem devištvu proti trem nevernikom (De perpetua virginitate Mariae contra tres infideles), to so Jovinijan, Helvidij in neznani jud
- O poznavanju krsta (De cognitione baptismi)
- O napredovanju po duhovni puščavi (De progressu spiritualis deserti)
- Obrazec vizigotske maše za praznik Jezusovega vnebohoda (verjetno je njegov)
- Pisma
- Izbor del Izidorja Seviljskega

### Neohranjena dela
- De proprietate personarum Patris et Filii et Spiritus Sancti
- Opusculum adnotationum actionis propriae
- Opusculum adnotationum in sacris
- Liber Prosopopoeia Imbecillitatis Propriae

## Teologija
Njegova teologija se opira na nicejsko veroizpoved in trdi, da je poznavanje le-te zadosti za odrešenje posameznika in da gre pri tem za nekakšno zavezo med vernikom in Bogom. Spodbujal je k pogostemu prejemanju zakramentov, posebej svetega obhajila. Nasprotoval je mnenju Izidora Seviljskega (katerega učenec naj bi bil), da so maše za pokojne, ki niso prejeli poslednjih zakramentov, učinkovite za spravo pokojnika.
V svojih delih goreče brani Marijino večno devištvo, čaščenje Jezusa Kristusa pa vidi kot poglavitno in vrhovno nalogo vsakega vernika. Že 12 stoletij pred razglasitvijo dogme o Marijinem brezmadežnem spočetju je zaslediti pri njem to temo. Po legendi naj bi se mu Marija prikazala v njegovi stolnici in mu podarila duhovniško oblačilo v zahvalo za njegovo zvestobo in gorečnost.

### Molitev svetega Ildefonza
K tebi prihajam, edina Devica in Božja Mati. 

Pred edino, ki je sprejela Učlovečenje mojega Boga poklekujem.

Ponižam se pred edino, ki je mati mojega Gospoda. 

Ker si bila dekla svojega Sina, mi dovoli, te prosim, da se posvetim tebi in Bogu, 

da postanem tvoj in tvojega sina služabnik, da služim tebi in tvojemu Gospodu.

Njemu seveda kot svojemu Stvarniku in tebi kot materi našega Stvarnika. 

Njemu kot Gospodu vseh kreposti in tebi kot dekli Gospoda vseh stvari. 

Njemu kot Bogu in tebi kot Božji Materi. 

Tvoj služabnik sem, ker je moj Gospod tvoj Sin. 

Ti si moja Gospa, ker si dekla mojega Gospoda.

(...)

Zato se veselim v svoji Gospe in prepevam v radosti Gospodovi Materi, radujem se z deklo svojega Sina, ki je postala Mati mojega Stvarnika in uživam z njo, v kateri je Beseda postala meso. Kajti po zaslugi Device zaupam v smrt Božjega Sina in upam, da bosta moje rešenje in moje veselje vselej prihajala od Boga in brez pojemanja, zdaj in na veke vekov. Amen.